# Himantozoum sinuosum
Himantozoum sinuosum är en mossdjursart som först beskrevs av Busk 1884.  Himantozoum sinuosum ingår i släktet Himantozoum och familjen Bugulidae. Inga underarter finns listade i Catalogue of Life.